# Улица Чехова (Чехов)
Улица Чехова — одна из главных улиц, расположенная в центральной части города Чехов Московской области.
Название улицы, как и города, связано с писателем Антоном Павловичем Чеховым, который жил неподалёку в селе Мелихово.

## Описание
Улица берёт свое начало от Вокзальной площади и уходит в юго-западном, а позднее в северо-западном направлении. Заканчивается улица на пересечении с Московской улицей.
Нумерация домов на улице начинается со стороны Вокзальной площади.
По ходу движения со стороны Вокзальной площади справа примыкают Новослободская улица, Монтажная улица, Пионерская улица, улица Дружбы, Первомайская улица. С левой стороны примыкают улица Товарная, Заводская улица, Новосельская улица, Солнышевская улица, Речной тупик и бульвар Воинской славы. Пересекает улицу Чехова улица Лопасненских Ополченцев.
На всем своем протяжении улица является улицей с двусторонним движением, за исключением участка на пересечении с Товарной улицей, где организован перекресток с круговым односторонним движением.
Почтовый индекс улицы — 142301 и 142306.

## Примечательные здания и сооружения

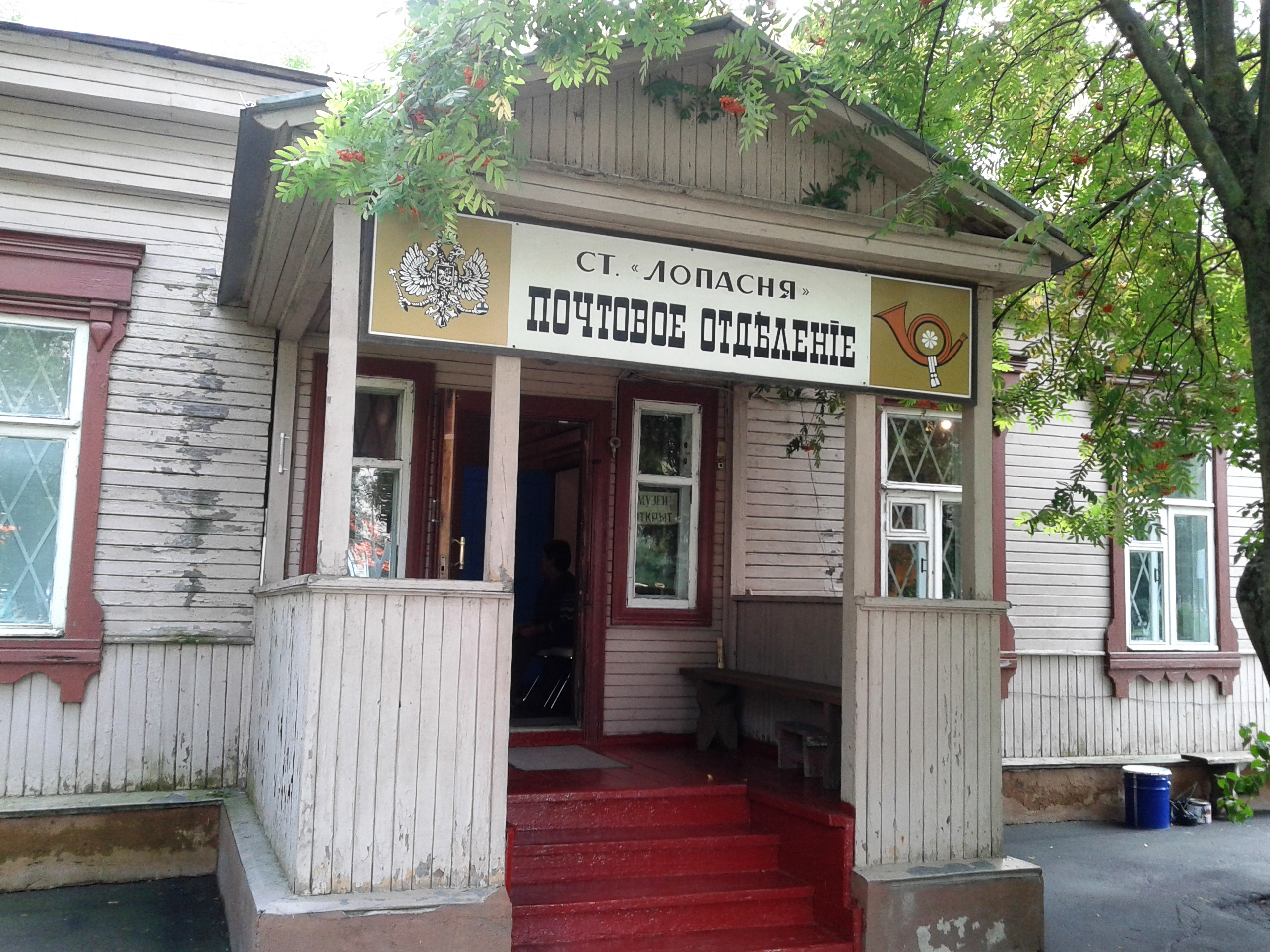
Музей писем А. П. Чехова

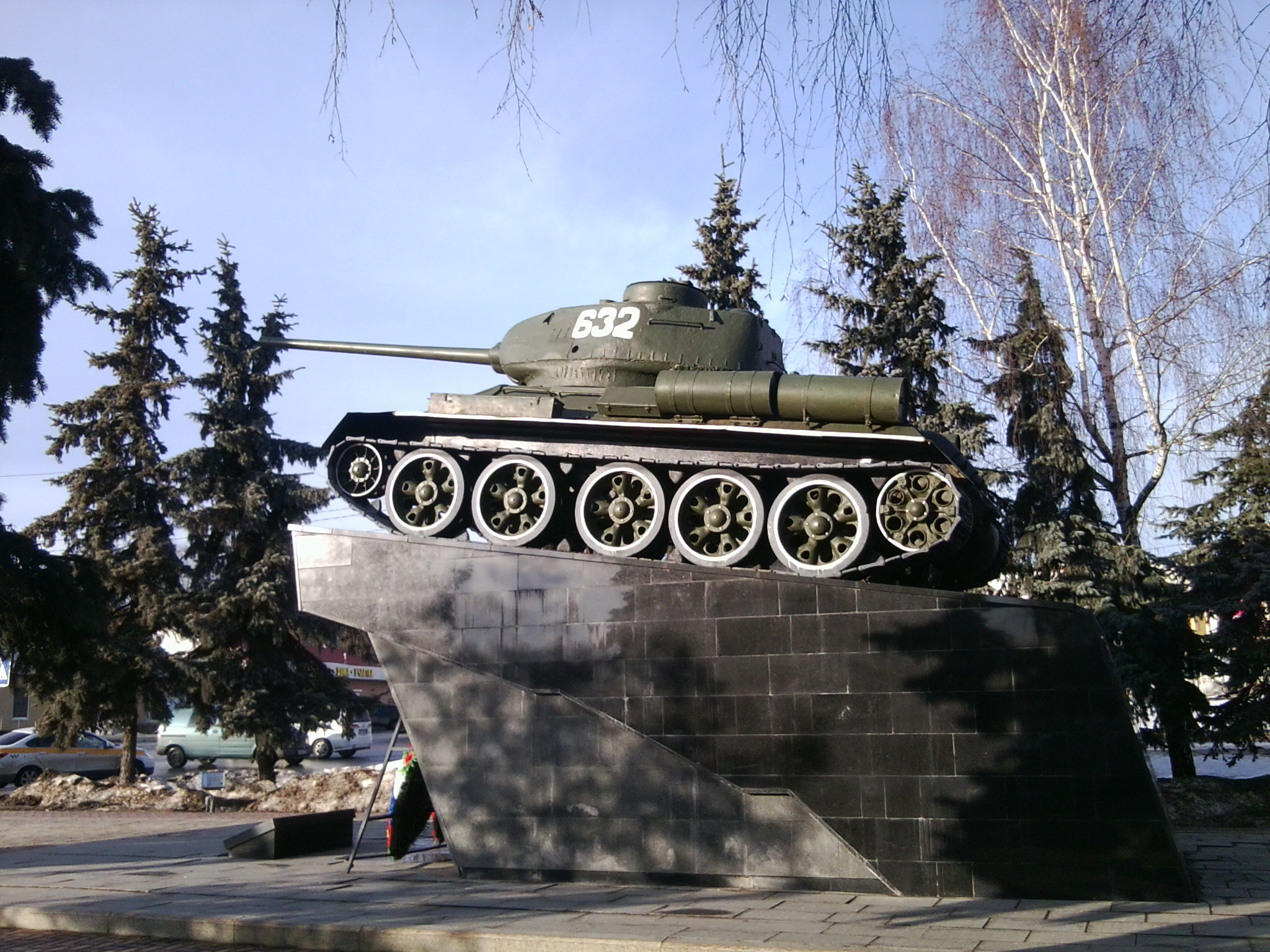
Памятник танку Т-34 на Бульваре Воинской славы

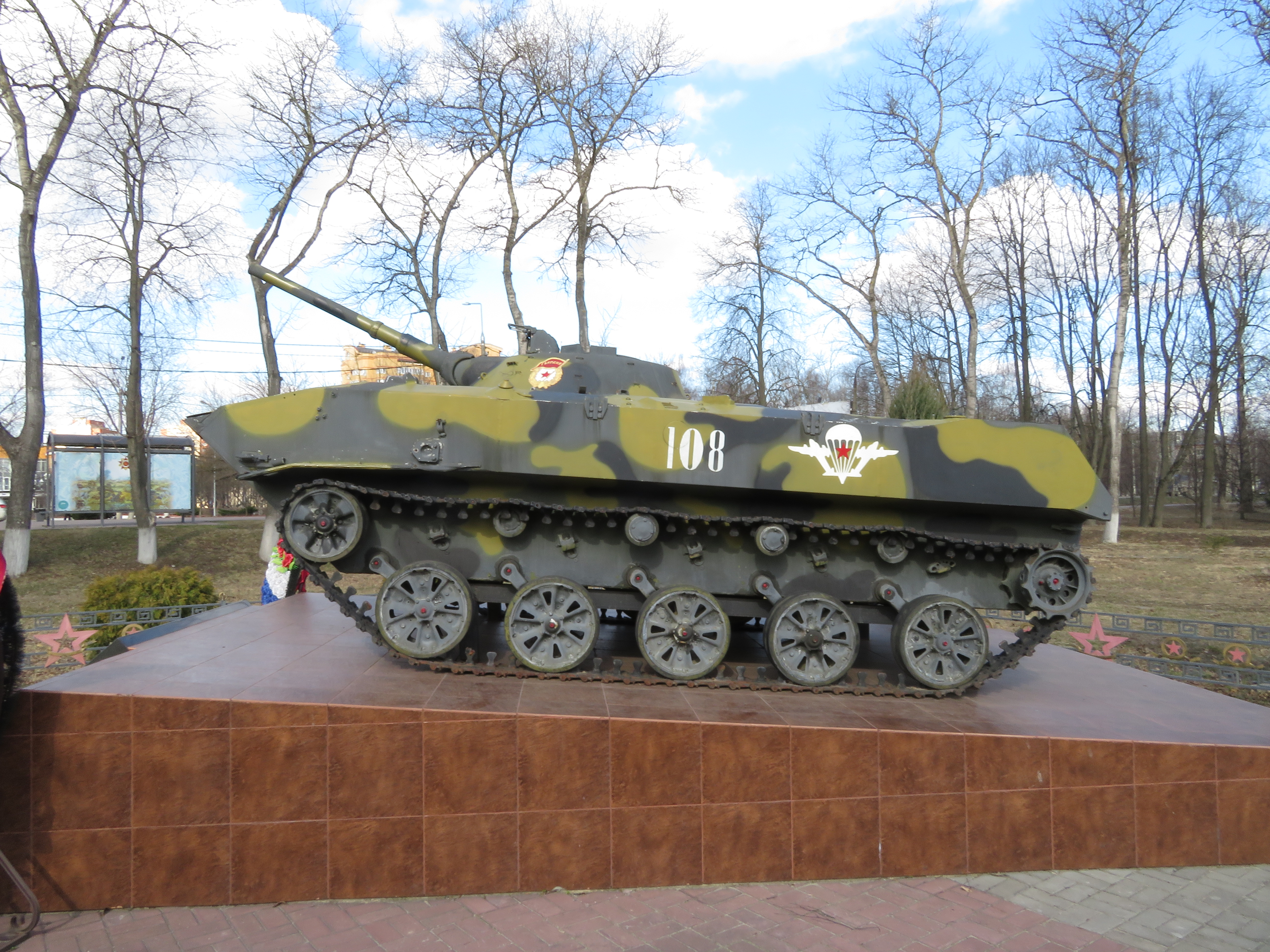
Памятник пограничникам (БМД-1)

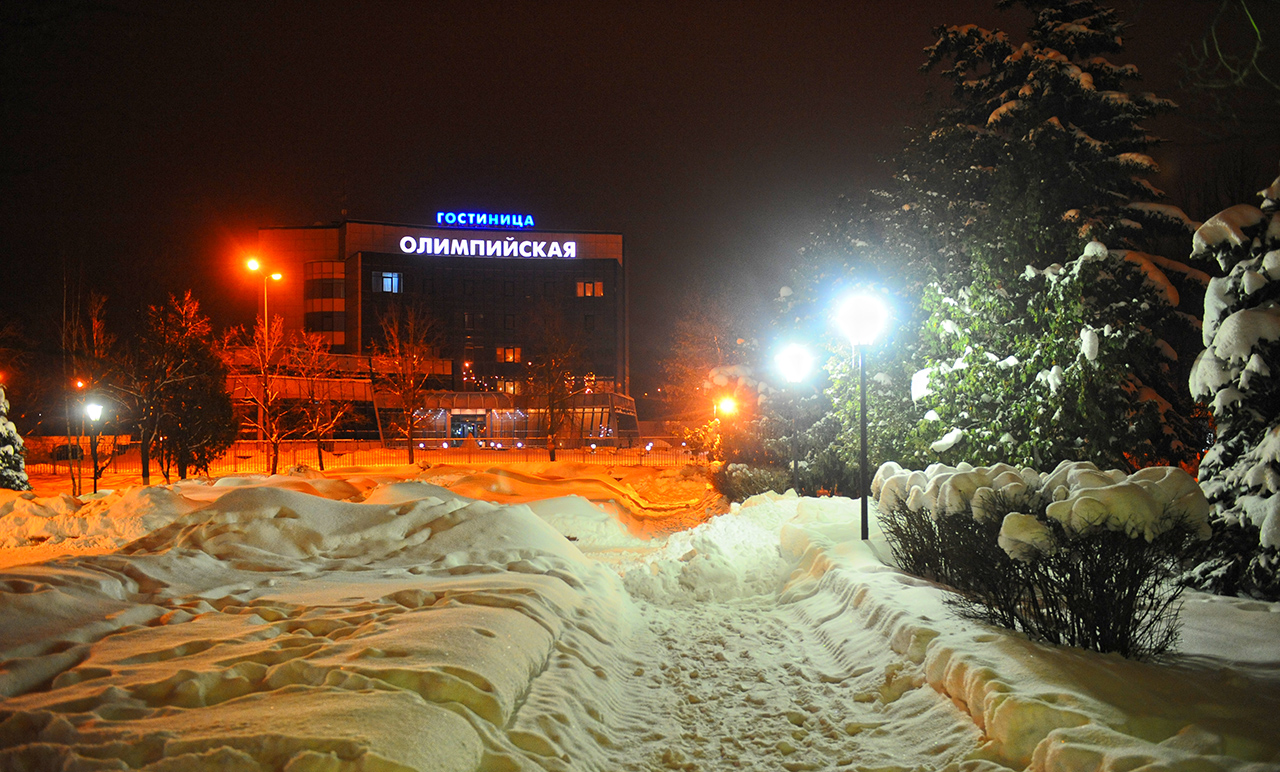
Гостиница «Олимпийская»

- Городской автовокзал — Вокзальная площадь, дом 8.
- Железнодорожный вокзал станции Чехов Курского направления Московской железной дороги . Здание вокзала располагается в построенном в 1865 году историческом здании. В 2003 году в здании был выполнен капитальный ремонт, а в 2020 году на привокзальной площади были проведены работы по благоустройству[2][3].
- Сквер Ветеранов — пересечение с улицей Лопасненских Ополченцев[4]. Рядом со сквером планируется высадить памятную дубовую аллею[5].
- Музей писем великого русского писателя Антона Павловича Чехова — дом 4А, строение 1[6]. Музей размещается по адресу бывшего Лопасненского почтово-телеграфного отделения, открытие которого состоялось 2 января 1896 года. Сам Антон Павлович Чехов по приглашению почтмейстера присутствовал на открытии[7]. Здание почтово-телеграфного узла было восстановлено и в 1987 году открылся «Музей писем» — филиал музея-заповедника Антона Павловича Чехова «Мелихово». Чехов имел около 400 корреспондентов и осуществлял активную переписку используя Лопасненскую почту. Полная коллекция музея включает 479 предметов.
- Памятник Антону Павловичу Чехову рядом с Музеем писем — дом 4А, строение 1. Памятник выполнен по проекту скульптора действительного Члена Академии Художеств СССР, член-корреспондента Академии Художеств СССР Михаила Константиновича Аникушина[8].
- Информационный центр Лопасня — дом 32.
- Стадион «Гидросталь» — дом 18, строение 1. Стадион был построен в 1963 году по инициативе секретаря комсомольской организации, а позднее и доктору завода «Гидросталь» — Галеева Радика Лутфуловича[9]. Некоторое время стадион был домашней ареной футбольного клуба «Чехов»[10].
- Культурный центр «Дружба» — дом 45.
- Мемориал Великой Отечественной войны перед Культурным центром «Дружба».
- Музей памяти Лопасненского края — дом 28. Музей о жизни и культуре родного края. Наиболее обширная экспозиция посвящена Великой Отечественной войне и событиям Великой Октябрьской Социалистической революции.
- Администрация Чеховского городского округа — Советская площадь, дом 3[11]. В 2020 году на площади высадили аллею из дубовых саженцев, в рамках акции «Дубок у дома» в память о Лопасненский журналистах — участниках Великой Отечественной войны[12].
- Бульвар Воинской славы — вдоль улицы Чехова между Речным тупиком и Бульваром Воинской славы.
- Мемориал Великой Отечественной войны на Бульваре Воинской славы. Мемориал находится в центральном сквере и установлен в честь всех защитников Родины. Монумент выполнен в виде мраморной стелы с висящим колоколом. Вся конструкция расположена на ступенчатом постаменте выполненном из гранита. На колоколе имеются гравировки — имена и фамилии всех героев Советского Союза, родившихся в городе Чехове.
- Бульвар Антона Павловича Чехова — вдоль Московской улицы между улицей Чехова и улицей Колхозная. На бульваре размещен фонтан, а также имеется скамейка с зонтиком и романтическими надписями.
- Памятник Антону Павловичу Чехову на одноимённом бульваре. Памятник был торжественно открыт в 1989 году. Задолго до этого события в 1960 году в Москве проходил конкурс на создание статуи писателя. В конкурсе принимал участие скульптор Михаил Константинович Аникушин. Победить в конкурсе скульптору не удалось, но он совершенствовал свой проект и спустя время реализовал его когда пришёл запрос из города Чехова. Памятник Антону Павловичу Чехову расположен на невысоком постаменте. Писатель представлен во весь рост, в длинном пальто, со шляпой в левой руке и тросточкой в правой руке.
- Памятник танку Т-34 на Бульваре Воинской славы. Памятник представляет собой реальный образец легендарного танка размещенного на постаменте, который был доставлен из города Курска. Торжественное открытие памятника состоялось в 1980 году в честь 35-летней годовщины победы в Великой Отечественной войне. Памятник посвящен героям танкистам — защищавшим город Чехов в 1941 году.
- Городской Парк Культуры и Отдыха (пересечение улицы Московской и улицы Чехова). Парк находится на изгибе реки Лопасня, а также имеет каскад прудов. Каждый водоем имеет свое собственное название — Русалочий, Щучий, Большой, Бахмаринский, Карасевый, Речной. Некоторые пруды сообщаются между собой. Создание парка относят ко второй половине 18 века (ориентировочные данные 1770 год). В 2018 году в рамках Губернаторской программы «Парки Подмосковья»[13] начаты работы по благоустройству исторической зоны парка. В октябре 2020 года прошло открытие Городского Парка Культура и Отдыха после проведения реконструкции, с организацией праздничной программы[14].
- Бульвар Алексея Михайловича Прокина — бульвар ограничен Московской улицей, улицей Чехова и бульваром Воинской славы в городе Чехов.
- Памятник Алексею Михайловичу Прокину в одноимённом сквере в городе Чехов. Автором памятника является известный скульптор Вячеслав Михайлович Клыков. Памятник историку, учителю и краеведу был торжественно открыт 25 августа 2001 года и имеет посвящение «от благодарных потомков». Рядом с памятником проходят различные массовые и торжественные мероприятия[15].
- Гостиница «Олимпийская» — Советская площадь, дом 2. Гостиница в современном стиле со стеклянным фасадом, класса 3 звезды. «Олимпийская» была построена и введена в эксплуатацию в 2005 году и имеет в своем распоряжении 49 номеров разных категорий.
- Государственное бюджетное учреждение здравоохранения Московской области Чеховская областная больница, стоматологическое отделение — улица Чехова, дом 69.

## Транспорт
По улице проходят автобусные городские маршруты № 1К; 3; 5 К; 8; 12 К; 14 К; 21; 22; 23; 24; 24 К; 25; 26; 26 К; 27; 28; 29; 29 К; 29 (Луч); 30; 34; 35; 36; 36 К; 39; 39 К; 40; 41 К; 42 К; 60; 61; 365 К; 427; 1365.